# Исламская партия Афганистана
Исламская партия Афганистана (сокр. ИПА) (пушту د افغانستان اسلامي حزب‎) — исламская политическая партия Афганистана суннитского толка, созданная в 1975 году Гульбеддином Хекматияром в Пакистане в результате раскола в партии «Исламское общество Афганистана».
В годы Афганской войны — одна из двух крупнейших оппозиционных исламских партий входящих в Союз моджахедов союза «Пешаварская семёрка», оставалась второй по численности в парламенте Исламского Государства Афганистан партией после «Исламского общества Афганистана» до 2001 года.

## История
Партия была основана в 1975 году Гульбеддином Хекматияром в Пешаваре, Пакистан в результате раскола в «Исламском обществе Афганистана» после неудачного восстания мусульман в 1975 г. против режима Дауда. На определённом историческом этапе она представляла собой афганскую проекцию движения «Братья-мусульмане». В 1979—1989 годах моджахеды ИПА вели активную военно-политическую борьбу против ОКСВА и государственной власти ДРА под руководством Бабрака Кармаля (позже Наджибуллы). ИПА была одной из двух наиболее крупных и влиятельных партий афганской вооружённой оппозиции, наряду с другой многочисленной — ИОА из числа входящих в состав Пешаварской семёрки.
Именно на эту партию и на её лидера, Г. Хекматияра практически до 1994 года делали ставку пакистанцы. Он получал и самую большую долю помощи, поступавшей от иностранных спонсоров.
Партия имеет все черты и атрибуты политической партии в современном понимании этого слова: программу, устав, регламентированное членство, строгую партийную дисциплину. Она с самого начала войны открыто претендовала на установление своего лидирующего положения среди воевавших оппозиционных партий.

Стратегия партии — исламская революция и достижение политической власти. Среди лидеров исламских партий Хекматияр всегда выделялся стремлением к единоличному лидерству: в партии, в афганском сопротивлении в Пакистане и в государстве. По социальному составу ИПА считается, в основном, партией средних городских классов, выходцев из государственных учебных заведений, преимущественно пуштунов. Хотя среди членов ИПА и встречаются некоторые представители традиционного духовенства, но их мало.
После установления в 1992 году исламского режима в Афганистане Хекматиар по разным поводам постоянно обстреливал столицу, его представитель Фарид был назначен премьер-министром, но Хекматиар продолжал обстреливать Кабул. Он сам был назначен премьер-министром, однако нападения не только не прекратились, но ещё больше усилились. Созывались встречи лидеров исламских партий в Тегеране, в Саудовской Аравии, в Джелалабаде, где принимались договорённости в угоду различным требованиям Хекматиара, но он постоянно нарушал их.
Однако он снова был назначен премьер-министром в надежде на то, что это приведет к прекращению войны, но Хекматиар оставался в Чарасьябе (20 км от Кабула) и там проводил заседание своего кабинета, и временами продолжал обстреливать Кабул. После поражения его отрядов в боях с силами «Талибана» в Кандагаре и некоторых других районах Хекматиар практически без боя оставлял талибам свои позиции, многие его полевые командиры перешли к талибам, а после победного марша талибов на север страны Хекматияр через Душанбе уехал в Иран. ИПА к началу американского вторжения была значительно ослаблена, некоторые его сторонники перешли к «Северному альянсу», другие к талибам.
В 1990-е годы ИПА оказывала поддержку исламской оппозиции Таджикистана. В Афганистане партия представляла интересы пуштунов, вследствие чего в 1995—1996 годы многие члены партии перешли на сторону движения Талибан.
С началом контр-террористической операции США и их союзников в 2001 году партия выступила с резкой критикой международной интервенции в Афганистан и заявила о военной поддержке талибов.

В 2005 году зарегистрирована как политическая партия Афганистана во главе с Халидом Фаруки
В сентябре 2016 года власти Афганистана подписали мирное соглашение с Хекматияром. Соглашение предусматривает амнистию в отношении Хекматияра и освобождение из тюрьмы некоторых его сторонников. Исламская партия Афганистана, в свою очередь, согласилось следовать конституционным нормам и расформировать свое боевое крыло, которое считалось вторым по величине неправительственным военизированным формированием после движения «Талибан».

## Шамшату
«Исламская партия Афганистана» (Хизби-е-Ислами) под руководством лидера афганской оппозиции Союза «Пешаварской Семёрки» Гульбеддина Хекматияра обладала базами боевой подготовки афганских моджахедов на территории Пакистана, крупнейшей и главной из которых была «Шамшату»
(Шамшатту, Шамшатто), другое название «Насрат Мена» — на пушту «Квартал Победы».
База получила известность в период Афганской войны (1979—1989). Одновременно входила в число 150 лагерей афганских беженцев в Пакистане, наряду с крупными Джалозай, Баркили, Коткай, Байаур, Шальман, Олд Багзай, Басу, Ащгару. Расположена в близости к приграничному с Афганистанном городом Пешавар.
В период Афганской войны (1979—1989) и после в застенках базы «Шамшату» моджахеды «Исламской партии Афганистана» содержали пленных советских солдат из частей и соединений ОКСВА, взятых — в Хинджане, (Баглан), в Кандагаре, Кундузе, районе Чарди провинции Кабул и других. Оттуда советских пленных переправляли в соседний Пакистан, город Пешавар, а затем, спустя какое-то время посредством международных гуманитарных миссий в Европу, США и Канаду.